# Charles Delorme
Pour les articles homonymes, voir Delorme.
Charles Delorme, de Lorme ou de l’Orme, né le 1er janvier 1584 à Moulins où il est mort le 31 décembre 1678, est un médecin français, premier médecin de trois rois de France, Henri IV, Louis XIII et Louis XIV.

## Biographie
Affirmant descendre en ligne directe de Jacques de L’Orme, qui avait travaillé sur la réforme de la Coutume de Bourbonnais, il était le fils du professeur Jean Delorme de l’université de Montpellier et premier médecin de la reine Marie de Médicis. Grâce à l’influence de son professeur de père, il a appris le latin, le grec, l’espagnol et l’italien. Décrit comme doté d’un physique avantageux, d’un teint vif et d’une forte voix distincte, de Lorme possédait également une excellente volubilité de langage, une aisance élégante de la parole, et une bonne mémoire. Doué de beaucoup d’esprit, d’esprit généralement ouvert, il parlait avec autorité.
Sous l’influence de son père, Delorme s’est tourné vers l’étude de la médecine et prit ses degrés en médecine à l’université de Montpellier. En 1607, il y fut reçu licencié à l’âge de 23 ans, après avoir soutenu quatre thèses pour cette cérémonie :
- Convient-il d’employer les mêmes remèdes avec les amants qu’avec les déments[3] ?
- Une fièvre pestilente peut-elle être intermittente ?
- La guimauve est-elle un être vivant, et a-t-elle les propriétés que lui accordent Dioscoride et Galien ?
- La Danse après le repas est-elle salutaire[3] ?

Ces quatre thèses, dédiées au chancelier de Sillery, ont été rédigées après le 30 octobre 1607.
- La vie des rois, des princes et des grands est-elle moins exposée à la maladie et plus longue que telle des gens du peuple et des paysans[5] ?
- Les vésicants sont-ils bons pour les douleurs arthritiques ?
- Peut-on préparer un poison qui tue à une époque déterminée ?
- Est-il permis, quand une femme enceinte souffre d’une maladie aiguë, de lui prescrire des abortifs ?

Il a soutenu en tout neuf thèses différentes en latin et en grec, et qui parurent et furent vendues à Paris en 1608 en recueil sous le titre de Laureæ apollinares, Paris, 1608, in-8°.
Monté à Paris après l’obtention de son diplôme pour exercer la médecine sous l’œil vigilant de son père, jusqu’à ce qu’il soit prêt à exercer la profession de médecin régulier par lui-même, il voyagea en Italie, pratiqua à Padoue, à Venise, qui lui conféra gratuitement le titre de noble vénitien, que cette république faisait payer alors cent mille écus. Peut-être Delorme se trouva-t-il ainsi noble vénitien, pour avoir guéri le Doge ou quelque membre du conseil des dix, d’une fièvre quarte. Il devint médecin ordinaire du roi, et fut très recherché par les malades et par ceux qui se portaient bien, donnant la santé aux uns et inspirant la gaieté aux autres. Exerçant sa profession avec un tel désintéressement et une telle générosité, que Henri IV, dont il était premier médecin, disait de lui qu’il « gentilhommait » la médecine. Il se signala surtout dans la peste de Paris en 1619 avec l'invention du costume du médecin de peste. L’abbé de Saint-Martin a rapporté l’invention singulière que ce savant employa en cette occasion : « Il se fit faire un habit de maroquin, que le mauvais air pénètre très difficilement : il mit en sa bouche de l’ail et de la rue ; il se mit de l’encens dans le nez et dans les oreilles, couvrit ses yeux de bésicles, et en cet équipage assista les malades, et il en guérit presque autant qu’il donna de remèdes. » Une étude récente a montré qu'il y a de nombreuses raisons de douter de la fiabilité de l'invention attribuée à Delorme. Le même  cite le moyen qu’il employa huit ans après, au siège de la Rochelle, pour faire cesser le flux de sang : « Une infinité de soldats de l’armée du roi mouraient de cette maladie : de Lorme en guérit plus de dix mille en faisant faire du feu de vieilles savates sous des sièges sur lesquels il les faisait seoir tout nus, et il arrêta tout à fait le cours de ce mal dangereux. » Des recherches récentes ont révélé que des réserves importantes doivent être appliquées en ce qui concerne les affirmations de Saint-Martin.
Médecin personnel de plusieurs membres de la famille royale de la maison de Médicis de 1610 à 1650, il devint le médecin principal à Louis XIII après le départ en retraite de son père. Devenu également le premier médecin au frère du roi Gaston, duc d’Orléans à compter de 1629,,,, il remplit, en outre, quelques missions diplomatiques.
Jouissant d’une excellente réputation de médecin, Après avoir été l’ami du cardinal Richelieu et le chancelier Séguier, qui lui accorda une pension, il se trouva lié avec les ennemis de cardinal Mazarin, et entraîné dans la Fronde. Privé des faveurs de la cour sous la minorité de Louis XIV, Il quitta dès lors Paris, et alla se fixer à Bourbon-l’Archambault, dont les eaux jouissaient alors d’une grande réputation. Le père de Charles Delorme était l’un des deux médecins de Moulins qui avaient fait de Bourbon-Lancy une ville thermale d’Europe. On ignore les raisons pour lesquelles Charles, qui était l’héritier des intérêts de son père dans cette ville, préféra faire la promotion de la ville thermale rivale de Bourbon-l’Archambaud. Il en profita néanmoins grandement, au point d’être accusé par le proverbe d’y « avoir pris pension des habitants pour y faire aller bien du monde ». Son engouement pour la station thermale de Bourbon-l’Archambault rivale de Moulins lui donna une excellente réputation dans les classes supérieures européennes.
Delorme s’est enrichi grâce à la prescription d’un mélange d’antimoine à Henri IV, Louis XIII, le cardinal Mazarin et Marie de Sévigné comme préservatif de santé, restauratif de santé et élixir de jouvence. Pour vanter son élixir, il revendiquait que « qui plus en boira, plus il vivra ». Parmi les patients à qui il a prescrit cette préparation, Guez de Balzac, qui a vécu jusqu’à l’âge de 70 ans, Boileau, qui a vécu jusqu’à l’âge de 75 ans, et Daniel Huet, qui a vécu jusqu’à l’âge de 91 ans. Delorme faillit lui-même devenir centenaire.
Delorme fut marié trois fois, ayant épousé à quatre-vingt-six ans une jeune fille morte en un an, à laquelle il survécut encore huit ans jusqu’à sa quatre-vingt-quatorzième année.

## Sources
- Jean Astruc, Mémoires pour servir à l’histoire de la Faculté de médecine de Montpellier, Paris, P. G. Cavelier, 1767.
- Napoléon-Maurice Bernardin, Hommes et mœurs au dix-septième siècle, Paris, Lecène, 1900.
- François-Xavier de Feller, Biographie universelle ou Dictionnaire historique des hommes qui se sont fait un nom, vol. 5, Bruxelles, J. Leroux, 1849, p. 293.
- (en) Walter Sneader, Drug discovery : a history, Hoboken, John Wiley and Sons, 2005,  (ISBN 9780471899792).
- (en) Joseph Thomas, Universal Pronouncing Dictionary of Biography and Mythology, vol. 1, Philadelphie, J.B. Lippincott & Co., 1878.
- (en) Michel Tibayrenc, Encyclopedia of infectious diseases : modern methodologies, Wiley-Liss, 2007,  (ISBN 9780471657323).
- Georges Touchard-Lafosse, La Loire historique, pittoresque et biographique, Tours, Lecesne, 1851, p. 367.